# Xã Blue Rapids, Quận Marshall, Kansas
Xã Blue Rapids (tiếng Anh: Blue Rapids Township) là một xã thuộc quận Marshall, tiểu bang Kansas, Hoa Kỳ. Năm 2010, dân số của xã này là 59 người.